# تیبولوسا
تیبولوسا (به لاتین: Țîbuleuca) یک منطقهٔ مسکونی در مولداوی است که در واحدهای اداری-سرزمینی کرانه چپ دنیستر واقع شده‌است. تیبولوسا ۳۷ متر بالاتر از سطح دریا واقع شده‌است.